# Adama (Battlestar Galactica)
Commandant Adama is een hoofdpersonage uit de Amerikaanse sciencefictionserie Battlestar Galactica. Zowel in de oude series uit 1978 en 1980 als in de nieuwe serie uit 2003 en 2004 komt hij voor.

## Battlestar Galactica(TOS: 1978-1980)
Adama (vertolkt door Lorne Greene) is de commandant van het ruimteschip Battlestar Galactica, daarnaast is hij de militaire en spirituele leider van de vloot, die hij op zijn pad richting Aarde leidt. Daarom is Adama het centrale personage in de serie die eigenlijk voor een groot deel rond hem draait.
Adama heeft een dochter, Athena en een zoon, Apollo. Zijn vrouw, Ila en zijn andere zoon, Zac, zijn gestorven tijdens de aanval op de twaalf koloniën.
Adama is geboren op de planeet Caprica, waar hij afstudeerde aan de militaire school. Al van in het begin van zijn carrière heeft hij met Colonel Tigh gevlogen. Later dienden ze beiden op de Battlestar Rycon onder het bevel van commandant Kronus.
Naast zijn militaire betrekking heeft hij ook een zetel in de Raad van Twaalf, een rol waarin hij evenzeer uitblinkt als zijn militaire rol.
Al vanaf het begin stond Adama sceptisch tegenover de vredesonderhandelingen met de Cylons om de Duizend-Yahren Oorlog te beëindigen. Hij was de enige commandant die zijn Battlestar op "battlestations" (toestand van paraatheid) hield, waardoor de Galactica als enige Battlestar de aanval van de Cylons overleefde (een andere Battlestar, de Pegasus, werd later ontdekt ook de aanval van de Cylons overleefd te hebben). Ondanks de grote verliezen en het verlies van zijn zoon leidt Adama de overlevenden weg op zoek naar Aarde.
Hij is een erg religieus man met ongelooflijk veel gezag. Zijn bezoek aan de planeet Kobol en de ontmoeting met het Lichtschip sterken zijn geloof dat de mensen ooit op een dag de aarde zullen vinden.
Adama is een van de weinige personages die ook voorkomen in het vervolg: Battlestar Galactica 1980.

## Battlestar Galactica(RDM: 2003-2013)
In de nieuwe Battlestar Galactica serie wordt het personage van William Adama vertolkt door Edward James Olmos.
Hij is de zoon van advocaat Joseph Adama en Evelyn Adama, een accountant. Na een zeer succesvolle carrière als Viper-piloot, met roepnaam "Husker", in de eerste Cylon-oorlog, wordt hij gepromoveerd tot commandant van de Battlestar Valkyrie. Later wordt hij overgeplaatst naar de Galactica.
William Adama is gescheiden van zijn vrouw Carolanne. Hij had twee zonen; Zak en Lee. De jongste zoon, Zak, is omgekomen in een ongeluk met een Viper, omdat hij niet goed genoeg was om te vliegen. De oudste zoon, Lee, is CAG (Commander Air Group) op de Battlestar Galactica.
William Adama stond op het punt om op pensioen te gaan toen de Cylons aanvielen.